# Luis Martos y Potestad
Luis Martos y Potestad, conde de Heredia-Spínola (Cartagena, 1 de octubre de 1825-Madrid, 4 de julio de 1892) fue un militar y político conservador español, alcalde y gobernador civil de Madrid, diputado a Cortes y senador vitalicio.

## Biografía
Nació en Cartagena, provincia de Murcia, el 1 de octubre de 1825, hijo de José de Martos y del Castillo, natural de Lorca, y de María del Carmen de Potestad y Aché, que lo era de Cartagena. Se doctoró en Derecho y siguió la carrera militar en el arma de Infantería; combatió en Cataluña durante la segunda guerra carlista y se retiró en 1852 con el empleo de teniente coronel.
Durante el reinado de Isabel II fue elegido diputado por Tudela (1864) y Pamplona (1865 y 1867).
Perteneció al Partido Moderado y después al Conservador. En 1868 acompañó a la reina Isabel II en su destierro a Bayona, donde se quedó dos años. Tras la Restauración de la monarquía en Sagunto, el conde acompañó hasta la corte al rey Alfonso XII, quien le otorgó las grandes cruces de las Órdenes de Carlos III, San Fernando y San Hermenegildo. Fue alcalde de Madrid entre el 13 de diciembre de 1875 y el 15 de enero de 1877, gobernador civil de esta provincia y consejero de Estado.
Fue diputado a las cortes de la Restauración por el distrito de Tudela (1876, 1879, 1881, 1884, y 1886).
Tuvo la llave de gentilhombre de cámara de los reyes Isabel II, Alfonso XII y Alfonso XIII, con ejercicio y servidumbre. Por designación de la regente María Cristina, fue senador vitalicio del Reino desde 1891 hasta su fallecimiento, ocurrido en Madrid el 4 de julio de 1892.
Fue conde consorte de Heredia-Spínola y grande de España por su matrimonio, contraído en la madrileña parroquia de San José el 19 de julio de 1852, con María de las Angustias de Arizcun y Heredia, III condesa de dicho título y concesionaria de la grandeza agregada al mismo, nacida en Granada el 8 de noviembre de 1826 y fallecida el 9 de agosto de 1896. Hija y sucesora de Miguel de Arizcun y Tilly, V marqués de Iturbieta y III conde de Tilly, y de Narcisa de Heredia y Cerviño, II condesa de Heredia-Spínola. Tuvieron descendencia en que siguen dichas dignidades.